# Mallodon arabicum
Mallodon arabicum är en skalbaggsart som beskrevs av Jean Baptiste Lucien Buquet 1843. Mallodon arabicum ingår i släktet Mallodon och familjen långhorningar. Inga underarter finns listade i Catalogue of Life.